# Kvaltärnen
Kvaltärnen är en sjö i Askersunds kommun i Närke och ingår i Motala ströms huvudavrinningsområde. Sjöns area är 0,006 kvadratkilometer och den är belägen 138 meter över havet.